# Maurice Fayolle
Pour les articles homonymes, voir Fayolle.
Maurice Fayolle, né le 8 mars 1909 à Paris 14e et mort le 30 septembre 1970 à Saint-Cloud,, est un électricien et militant communiste libertaire.
En 1967, il est l'inspirateur de la création de l'Organisation révolutionnaire anarchiste.

## Fédération anarchiste
Après avoir fréquenté la bibliothèque de l'Union coopérative d'Amiens (fondée par des libertaires au début de 1900), il commence à militer au sein du groupe d'Amiens de l'Union anarchiste (UA).
Il collabore au journal Le Libertaire avec une rubrique régulière intitulée « Réflexe du passant ».
Après la Seconde Guerre mondiale, il participe à la reconstitution du Mouvement libertaire qui donne naissance à la Fédération anarchiste (FA) où il assure, de 1945 à 1952, le secrétariat aux relations intérieures puis aux relations extérieures.
En désaccord avec Georges Fontenis et sa prise de pouvoir au sein de la FA, il est exclu de la FA début 1953.
Il participe ensuite avec Maurice Joyeux à la création de la nouvelle FA et de son journal Le Monde libertaire.
Délégué à la plupart des congrès, il y développe la thèse de l’anarchisme ouvrier organisé.
Pendant la guerre d’Algérie, il prend de nombreuses fois position pour la lutte anticolonialiste tout en mettant en garde contre une « révolution nationaliste » et l’arrivée au pouvoir d’une nouvelle bourgeoisie.

## Organisation révolutionnaire anarchiste
Constatant la stagnation de l’anarchisme, due selon lui à « son inaptitude à l’organisation », il propose d’adopter un fonctionnement plus structuré et d’actualiser la doctrine en fonction des données économiques et sociales de l’époque.
À partir de 1956, il demande à modifier les statuts de la FA pour « créer une organisation anarchiste sur des bases sérieuses et solides, ne rassemblant que des hommes résolus à s’évader des paroles stériles ». En 1965, il rassemble ses thèses et textes sous le titre « Réflexions sur l’anarchisme ».
Il tente sans succès, d'en convaincre les militants de la FA dans le bulletin intérieur et lors des congrès.
Sa volonté de changement structurel se heurte aux craintes de déviations autoritaires de nombreux militants individualistes et à leur conception d’une organisation réduite au minimum.
En 1967, sur ces bases de rénovation, il crée une tendance, l’Organisation révolutionnaire anarchiste (ORA) qui publie à partir de janvier 1968 un bulletin, L'Organisation libertaire.
Les évènements de Mai 68 donnent un élan à l'ORA qui s'émancipe de la FA, notamment lors du congrès international de Carrare où l'ORA se voit confier le secrétariat de l’Internationale des fédérations anarchistes (IFA).
L'ORA devient indépendante fin mars 1970, optant clairement pour une organisation de type plateformiste.
Maurice Fayolle est élu à son comité national provisoire mais, atteint d'un cancer au poumon, il est hospitalisé à la Pitié-Salpêtrière en mai et meurt le 30 septembre 1970.

## Œuvres

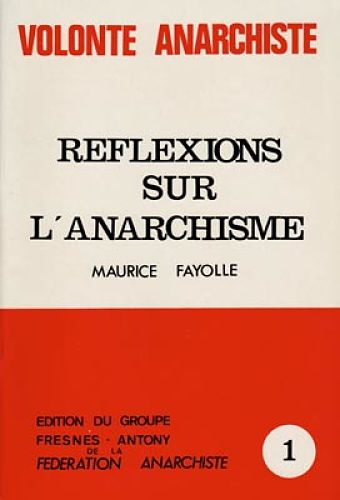
Réflexions sur l'anarchisme, Maurice Fayolle, Volonté Anarchiste, no 1, 1977.

- Réflexions sur l’anarchisme, Paris, Publico, 1965[9], lire en ligne, pdf.
- Idéologie de l’organisation - Contribution à l’élaboration d’un manifeste anarchiste-révolutionnaire, Paris, ORA, 1974[10].http://lecombatlibertaire.free.fr/?p=15
- Textes de Maurice Fayolle, Paris, Front Libertaire, 1974[11].
- De l’organisation anarchiste, Paris, Noir et Rouge, 1979[12].

### Articles
- Fabrice Magnone, Le Libertaire (1917-1956) Autopsie d'un organe anarchiste, doctorat en histoire, 1998, Université de Nice, 1998, Maurice Fayolle.
- Les auteurs du Monde libertaire, Maurice Fayolle.

## Notices
- Maurice Fayolle sur Le Maitron
- Dictionnaire international des militants anarchistes : notice biographique
- L'Éphéméride anarchiste : notice biographique
- Centre international de recherches sur l'anarchisme (Lausanne) : notice bibliographique
- René Bianco, 100 ans de presse anarchiste : notice
- Catalogue général des éditions et collections anarchistes francophones : notice bibliographique
- (en) Libcom : notice biographique